# Olsenbanden og Dynamitt-Harry går amok
Olsenbanden og Dynamitt-Harry går amok er en norsk film fra 1973. Den er instrueret af Knut Bohwim og havde premiere den 26. december 1973.

## Handling
Da Egon atter en gang kommer ud af fængslet, står Kjell og Benny ikke og venter som de plejer, men det gør derimod Dynamitt-Harry, som er blevet afholdsmand. Kjell og Benny har fået arbejde på et supermarked, hvor Benny er blevet forlovet med datteren til købmanden. Banden møder hinanden igen, og skal planlægge en ny plan. Denne gang drejer det sig om store penge. Ikke nok med det, politiet er også på sporet af sagen.

## Medvirkende (udvalgt)
| Egon Olsen                | Arve Opsahl            |
| Kjell Jensen              | Carsten Byhring        |
| Benny Fransen             | Sverre Holm            |
| Dynamitt Harry            | Harald Heide-Steen Jr. |
| Valborg Jensen            | Aud Schønemann         |
| Basse Jensen              | Pål Johannessen        |
| Ragna                     | Elsa Lystad            |
| Qvist                     | Henry Hagerup          |
| Kriminalbetjent Hermansen | Sverre Wilberg         |
| Kriminalchefen            | Per Hagerup            |
| Politi som overvåger      | Alf Hallgren           |
| Politi som overvåger      | Inge Fjeldstad         |
| Politi som lytter         | Ulf Wengård            |
| Politichaufør             | Knut Bohwim            |
| Polititekniker            | Niels Jørgen Hansen    |
| Civilbetjent              | Bjørn Rotsten          |
| Civilbetjent              | Per Engebretzen        |
| Dreng på cykel            | ?                      |
| Nattevagt                 | Per Schreiner          |
| Sekretær                  | Anne-Lise Tangstad     |
| Vagtmand                  | Per A. Anonsen         |
| Vagtmand                  | Roald Sjelbred         |
| Vagtmand                  | Lasse Tomter           |
| Vagtmand                  | Alan Ousbey            |